# Spiranthes aestivalis
Spiranthes aestivalis es una especie de orquídea perteneciente al género Spiranthes. Nativa del norte de Mediterráneo.

## Descripción
Esta es una de las pocas especies de orquídeas que florece en otoño. Es muy característica su inflorescencia porque las flores, que son pequeñas y de color amarillento, se disponen formando una espiral sobre el pedúnculo.

## Nombre común
- Castellano: Trenzas de muchacha[2]

## Sinonimia
- Ophrys aestiva Balb., Elenco 96 (1801), var. orth. basónimo
- Neottia aestivalis (Poir.) DC. in Lam. & DC., Fl. Franç. ed. 3 3: 258 (1805)
- Tussacia aestivalis (Poir.) Desv., Fl. Anjou 90 (1827)
- Gyrostachys aestivalis (Poir.) Dumort., Fl. Belg. 134 (1827)
- Ophrys aestivalis Poir. in Lam., Encycl. 4: 567 (1798)[3]